# Châlons-du-Maine
Châlons-du-Maine – miejscowość i gmina we Francji, w regionie Kraj Loary, w departamencie Mayenne.
Według danych na rok 1990 gminę zamieszkiwało 377 osób, a gęstość zaludnienia wynosiła 39 osób/km² (wśród 1504 gmin Kraju Loary Châlons-du-Maine plasuje się na 926. miejscu pod względem liczby ludności, natomiast pod względem powierzchni na miejscu 1019.).